# Dorrington (Kalifornia)
Dorrington – jednostka osadnicza w Stanach Zjednoczonych, w stanie Kalifornia, w hrabstwie Calaveras.